# Mollkirch

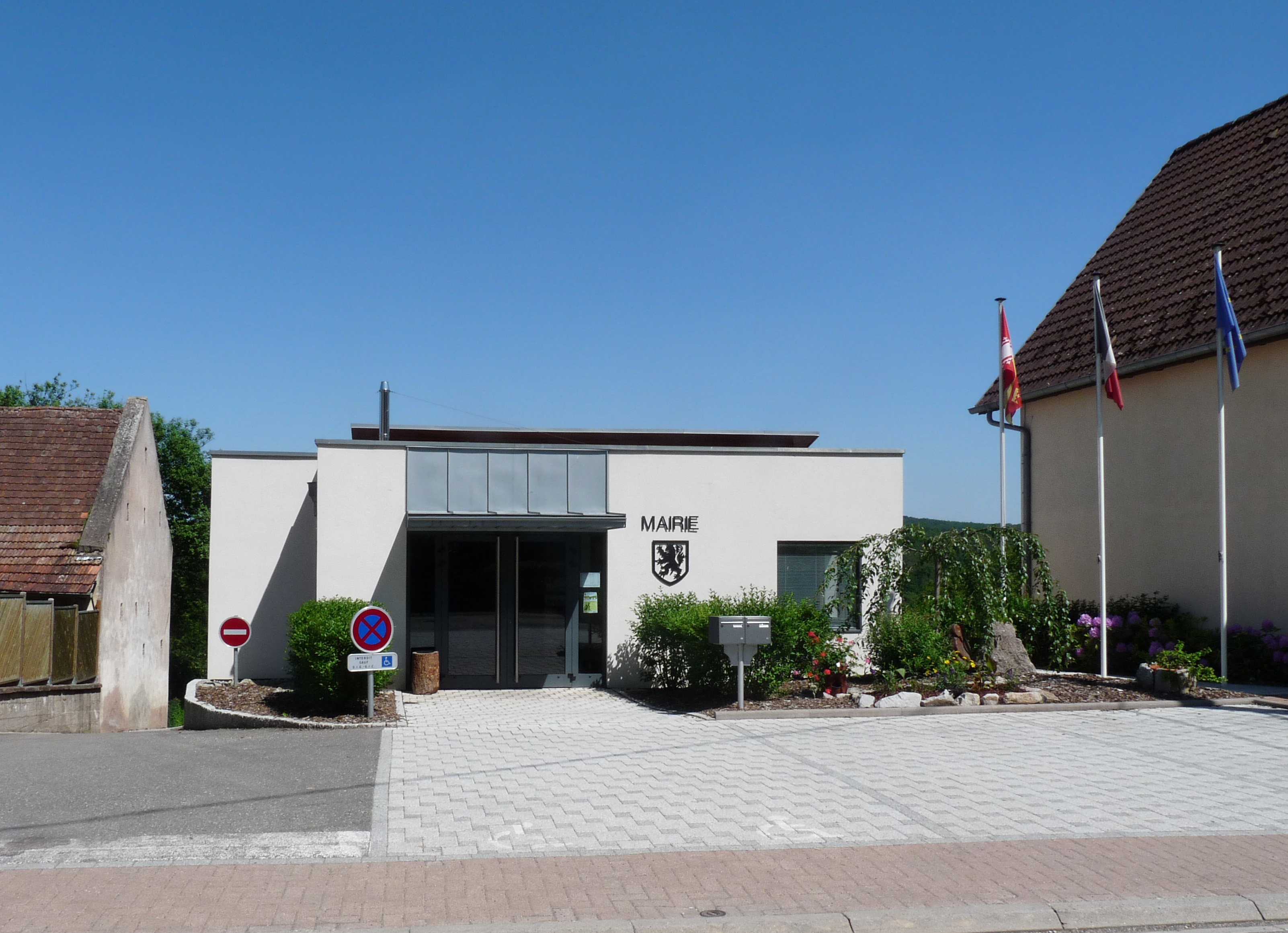
Mairie

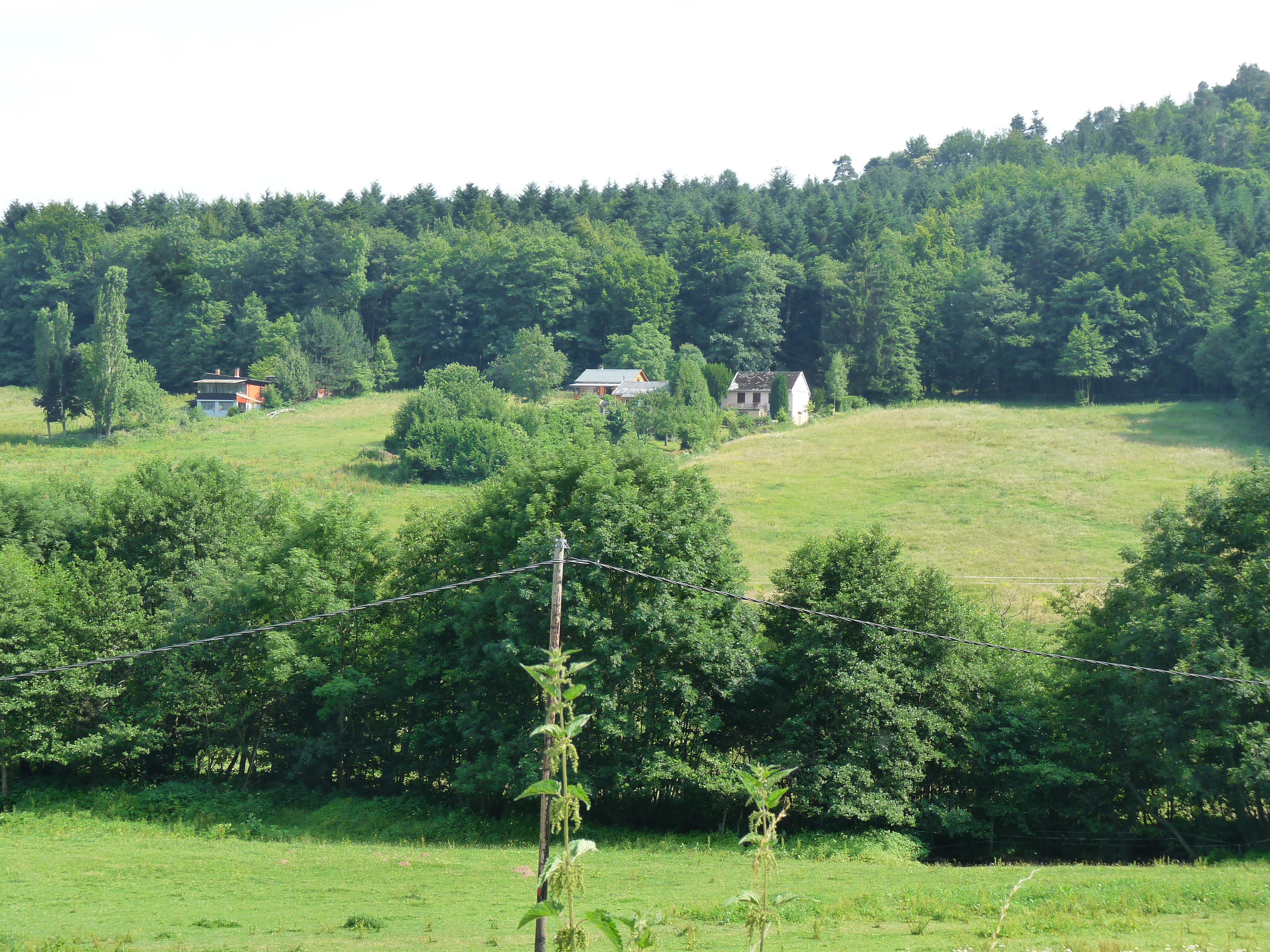
Tal der Magel

Mollkirch ist eine französische Gemeinde mit 887 Einwohnern (Stand 1. Januar 2021) im Département Bas-Rhin in der Region Grand Est (bis 2015 Elsass).

## Geografie
Das Dorf liegt etwas abgelegen am Rand der Vogesen im Tal der Magel. Der Großteil des Gemeindegebiets ist bewaldet. Städte in der Nähe sind Obernai im Südosten und Molsheim im Nordosten. Zur Großstadt Straßburg im Osten fährt man ungefähr 40 km.
Zu Mollkirch gehört auch der Weiler Laubenheim. 
Über dem Ort thront die Burgruine Girbaden.

## Geschichte
Von 1871 bis zum Ende des Ersten Weltkrieges gehörte Mollkirch als Teil des Reichslandes Elsaß-Lothringen zum Deutschen Reich und war dem Kreis Molsheim im Bezirk Unterelsaß zugeordnet.
Bevölkerungsentwicklung
| Jahr      | 1910 | 1962 | 1968 | 1975 | 1982 | 1990 | 1999 | 2007 | 2013 |
| Einwohner | 594  | 384  | 428  | 451  | 451  | 552  | 765  | 941  | 954  |

## Verkehr

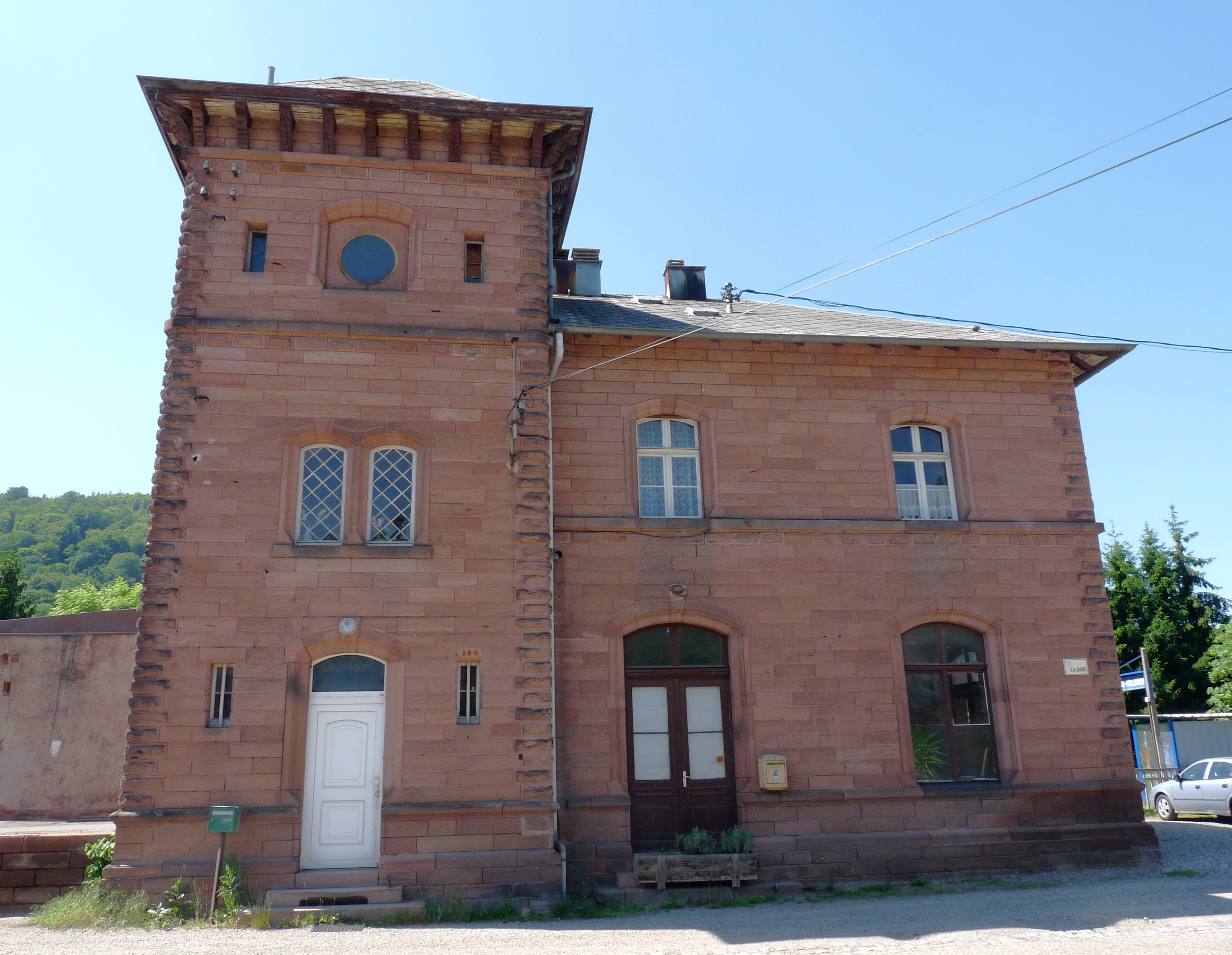
Haltepunkt Heiligenberg-Mollkirch

Mollkirch hat mit dem Haltepunkt und früheren Bahnhof Heiligenberg-Mollkirch Anschluss an die Eisenbahn und die Bahnstrecke Strasbourg–Saint-Dié. Das Empfangsgebäude ist ein Typenbau von 1898, als die Reichseisenbahnen in Elsaß-Lothringen (EL) die Strecke betrieben.

## Partnergemeinden
- Lug in der Pfalz